# Alcohol deshidrogenasa (azurina)
La alcohol deshidrogenasa (azurina) (EC 1.1.9.1, también llamada quinoproteína tipo II alcohol hidrogenasa, quinohemoproteína etanol deshidrogenasa, QHEDH, o ADHIIB) es una enzima que cataliza la siguiente reacción química:

## Estructura y características
El nombre sistemático de esta enzima es alcohol:azurina oxidoreductasa y se trata de una quinohemoproteína periplasmática, soluble, que contiene pirroloquinolina-quinona (PQQ), posee además un único grupo heme c. Utiliza como aceptor de electrones a la cuproproteína azurina. Se encuentra en bacterias de los géneros Comamonas y Pseudomonas; no requiere de ninguna amina como activador. Oxida a un amplio rango de alcoholes primarios y secundarios, aldehídos y sustratos aún mayores tales como esteroles, aunque no es capaz de oxidar al metanol. Al igual que otras alcohol deshidrogenasas del tipo quinoproteína, posee una estructura en forma de hélice de ocho palas, un calcio unido a la PQQ en el sitiio activo y un puente disulfuro inusual en forma de anillo en la proximidad de la PQQ.